# Notación mensural

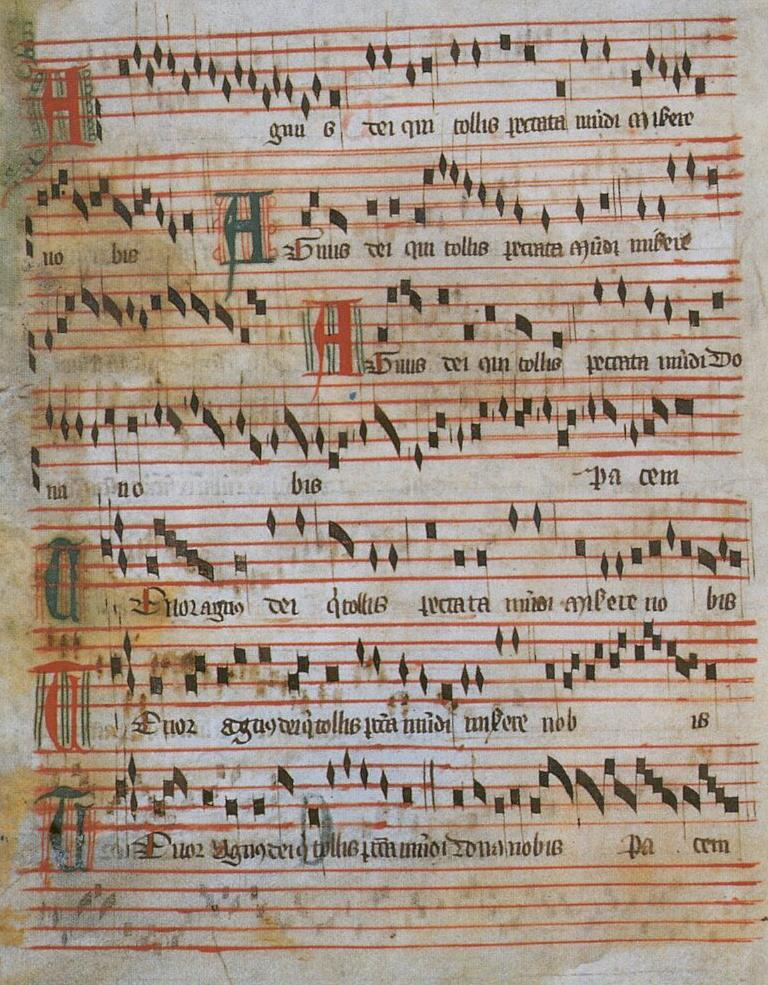
Una página manuscrita de notación mensural temprana, finales del. El Agnus Dei de la Misa de Barcelona.

La notación mensural es el sistema de notación musical que se usaba en la música europea desde finales del siglo XIII hasta aproximadamente el año 1600. La notación mensural está muy asociada con los sucesivos períodos de la música medieval ars nova y la escuela francoflamenca de música del Renacimiento.
«Mensural» se refiere a la capacidad de este sistema de indicar ritmos complejos con gran exactitud y flexibilidad. La notación mensural fue el primer sistema en el desarrollo de la música europea que sistemáticamente usaba formas de notación individuales para denotar las duraciones temporales. En esto se diferenciaba de su predecesor, la notación modal, que había sido el primer sistema en introducir una forma limitada de anotar ritmos. Su nombre fue acuñado por los eruditos del siglo XIX en referencia al uso de teoría medieval, retrocediendo al tratado Ars cantus mensurabilis (El arte del canto mensural) de Franco de Colonia (c. 1280).

## Historia
Los primeros pasos fundamentales en el desarrollo histórico de la notación mensural se encuentran en las obras de Franco de Colonia (c. 1260), Petrus de Cruce (c. 1300), y Philippe de Vitry (1322). Franco, en su Ars cantus mensurabilis, fue el primero en describir las relaciones entre maxima, longa y breve de tal manera que eran independientes de los patrones fijados por la anterior notación modal. Este mismo autor también clarificó el uso de las semibreves: mientras que en la música anterior, una breve se podía substituir de vez en cuando por dos semibreves, Franco de Colonia describió la subdivisión de la breve como triple («perfecta»), dividiéndola en tres semibreves iguales o dos desiguales (dando como resultado micro-patrones rítmicos de tres.)
Petrus de Cruce introdujo subdivisiones de la breve en notas aún más cortas. Pero todavía no las anotó como niveles jerárquicos más pequeños (minima, semiminima, etc.), sino simplemente como números variables de semibreves. La interpretación rítmica exacta de estos grupos es en parte incierta. La técnica de escribir los grupos complejos de notas cortas por secuencias de semibreves fue utilizada con posterioridad de forma más sistemática en la notación de la Música de Trecento italiano.
Las decisivas mejoras que hicieron posible la notación incluso de modelos rítmicos extremadamente complejos en niveles métricos jerárquicos múltiples fueron introducidas en Francia durante la época de Ars nova, con Philippe de Vitry como el teórico más importante. El Ars nova introdujo valores de nota por debajo de la semibreve; ello contribuyó a sistematizar las relaciones de perfección/imperfección a través de todos los niveles por debajo de la minima y a introducir los dispositivos de las proporciones y de la coloración.
Durante la época de la escuela franco-flamenca en la música del Renacimiento, el uso del sistema de notación musical francés gradualmente se extendió por Europa. Este período trajo consigo la sustitución de la notación negra con la blanca (debido al menos en parte al uso más extenso del papel, más que pergamino para la música). El hecho de que se introdujesen valores de nota aún menores (fusa, semifusa, etc.) también contribuyó a disminuir la duración de las figuras más grandes. Hacia el final de este período, las reglas originales de perfección/imperfección (mientras se manejaban con las figuras más grandes del sistema) se quedaron progresivamente anticuadas junto con el uso de esos mismos valores, al igual que el uso de ligaduras.
Durante el siglo XVII, el sistema de signos mensurales y proporciones evolucionó gradualmente en los compases modernos y las nuevas técnicas de notación para las medidas de tiempo, tales como la introducción de las líneas divisorias y las ligaduras, conduciendo en definitiva al sistema de notación musical que utilizamos en la actualidad.

### Muestras conservadas
Los siguientes ejemplos muestran el uso de la notación mensural a mediados del siglo XV. Es un coral inglés a tres voces, Hail Mary full of grace tal y como consta en el manuscrito Ms. Selden B.26, f.23, c.1450. El ejemplo ilustra el uso de las breves perfectas e imperfectas y semibreves alteradas con un tempus imperfectum cum prolatione majore (compás de 6/8), así como el empleo de algunas ligaduras cum opposita proprietate, y el uso ocasional de coloración para la notación de patrones de hemiolia  (3/4 en vez de 6/8).
|  |  |

## Notación del ritmo

### Figuras
Los valores básicos de las figuras de la notación mensural son esencialmente idénticos a los modernos. La notación mensural emplea: 
- La Brevis o Breve (antepasado de la actual cuadrada)
- La Semibrevis o Semibreve (la actual redonda)
- La Minima (la actual blanca)
- La Semiminima (la actual negra)
- La Fusa (la actual corchea)
- La Semifusa (la actual semicorchea), y muy raramente los más pequeños.
- Había también dos valores más grandes, la longa y la maxima (o duplex longa).

| Notación moderna                  | Valores de nota desde la breve breve hasta la fusa y sus correspondientes silencios.                                          |
| Notación blanca (siglos XV-XVI)   | Había dos figuras adicionales mayores, longa y máxima.                                                                        |
| Notación negra (siglos XIV-XV)    | Los valores más altos tenían la misma forma que en la notación blanca, pero estos presentan las cabezas se rellenan de tinta. |
| Notación franconiana (siglo XIII) | Existían sólo los cuatro valores más altos, desde la máxima hasta la semibreve.                                               |

Las diferencias entre la notación mensural y la notación actual se puede decir que son en parte superficiales y en parte bastante fundamentales:
- Las figuras se escribían con forma de diamante más que ovalada y las plicas se hacían directamente hacia arriba (o hacia abajo, aunque muy rara vez) bastante más que a un lado.  Antes de mediados del siglo XV, todas las figuras se escribían rellenando con tinta las cabezas («notación negra»), pero después de ello las figuras de mayor valor eran escritas huecas, como en la actualidad («notación blanca»).

- Cada nota tenía un valor temporal mucho más corto que sus figuras equivalentes modernas. Esto es porque a lo largo del tiempo, los compositores inventaron nuevas formas de notas para divisiones temporales más pequeñas de ritmo, y las notas más antiguas, más largas fueron reducidas en proporción. Así, la relación métrica básica entre un golpe largo y uno corto cambió de la longa-breve en el siglo XIII, a la breve-semibreve en el siglo XIV y XV, a la semibreve-mínima a finales del siglo XVI, y finalmente a la mínima-semimínima (es decir negras y corcheas) en la notación moderna. La semibreve, que originalmente era la figura con el valor más corto de todas las empleadas, evolucionó hasta ser hoy la figura más larga usada rutinariamente, la redonda.

- Mientras en la notación moderna la relación de cada figura con la inmediatamente más pequeña es invariablemente de 2:1 (salvo indicación contraria), el sistema mensural era más flexible. Los elementos principales del sistema (máxima, longa, breve y semibreve) todos podrían contener dos o tres de las unidades inmediatamente más pequeñas. Si una nota debía ser leída como triple (perfecta) o como doble (imperfecta) era una cuestión en parte de contexto y en parte de los signos mensurales, un sistema comparable a las armaduras de hoy en día.

- Las secuencias formadas por los miembros más grandes del sistema (máxima, longa, breve y semibreve) se podían escribir opcionalmente juntos como ligaduras.

- No se utilizaban las líneas divisorias ni las ligadura.

### Valores dependientes del contexto
Para entender los principios por los cuales las notas podían llegar a tener valor triple (perfecto) o duplex (imperfecto) determinado por contexto, es necesario observar la evolución del sistema de notación musical en el contexto de la naturaleza rítmica de la música medieval en la que fue utilizada por primera vez. La mayoría de la música de los siglos XIII y XIV seguía el modelo básico de un ritmo de 6/4 bastante rápido (en notación moderna). Por lo tanto las melodías consistían principalmente en blancas pintadas (en notación moderna), o secuencias alternantes de blancas y negras, o grupos de tres negras.
Empezando por Franco de Colonia a finales del siglo XIII, se utilizaban los valores de longa y breve. Simplificando un poco, una longa se entendía automáticamente que ocupaba lo que un grupo rítmico triple (siendo perfecta) siempre que estuviera en próxima a otras notas que hicieran lo mismo, es decir, siempre que fueran seguida de otra longa o por un grupo de tres breves. Sin embargo, cuando la longa iba precedida o seguida de una sola nota corta, entonces se entendía que formaba una de las secuencias características de una blanca y una negra juntas. Así, la longa tenía que ser reducida a un valor de dos (siendo imperfecta). Finalmente, cuando solamente había dos breves entre dos largas, las dos breves tenían que ocupar lo que un grupo métrico triple. Esto se hacía alargando («alterando») la segunda breve a un valor de dos, dando por resultado un ritmo sincopado corto-largo en contraste con el ritmo largo-corto predominante.
Este principio básico, de notas largas intrínsecamente «perfectas» que se volvían «imperfectas» debido a las notas cortas adyacentes, o por el contrario el caso de notas cortas que se transformaban en otras más largas, fue elaborado por los teóricos de la notación en un complejo sistema de reglas de prioridad. Para evitar las posibles ambigüedades, se introdujo un punto separador (tractulus) para clarificar qué notas se suponía que debían formar un grupo triple juntas. Este punto podía ser colocado entre una larga y una breve para forzar el valor «perfecto» (triple) en la primera cuando la segunda la hubiese «imperfeccionado» por otra parte (signum perfectionis). También podía ser utilizado para evitar ambigüedades en las lecturas de secuencias de más de tres breves seguidas (divisio modi). 
El siguiente gráfico (adaptado de "Notation" en el New Grove Dictionary of Music and Musicians) se muestran algunas de las posibilidades resultantes:

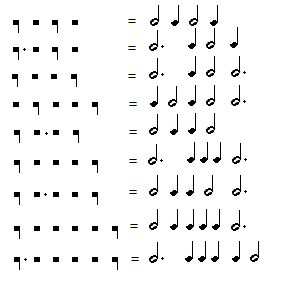
LBLB = 2–1–2–1
L'BLB = 3–1–2–1
LBBL = 3–1–2–3
BLBBL = 1–2–1–2–3
LB'BL = 2–1–1–2
LBBBL = 3–1–1–1–3
LB'BBL = 2–1–1–2–3
LBBBBL = 2–1–1–1–1–3
L'BBBBL = 3–1–1–1–1–2.

En un primer momento, las reglas de perfección e imperfección se aplicaban solamente a la relación entre longa y breve. Comenzando a partir de mediados del siglo XIV (con las teorías del Ars nova de Philippe de Vitry), los mismos principios se aplicaban también a las figuras inmediatamente más pequeñas, semibreves y mínimas. Todas las subdivisiones siguientes permanecían intrínseca e invariablemente imperfectas.

### Silencios
Como en el caso de las figuras, los signos de los silencios tenían ya las mismas formas que más adelante se convirtieron en los símbolos modernos (con los valores más pequeños que son sucesivamente introducidos durante el período de notación mensural). A diferencia de las figuras, los silencios tenían una duración fija, invariable y que no podía ser «perfecta», «imperfecta» o «alterada»; sin embargo, sí podían a su vez inducir la «imperfección» en una nota vecina más grande. Para los silencios de longa, había dos formas separadas para la longa «perfecta» (triple) y para longa «imperfecta» (doble). 
Como consecuencia de su duración invariable, una secuencia de silencios se podía utilizar como indicación del ritmo que prevalecía de una composición (en ausencia de la línea divisoria de la notación moderna). Esto a menudo se encuentra al principio de la voz de tenor de una composición.

### Ligaduras
Las ligaduras son grupos de notas escritas juntas. Constituyen una reminiscencia del sistema rítmico modal que precedió a la notación mensural, y conservaron parte del significado rítmico original que habían tenido entonces. Los orígenes de la semántica de la ligadura se pueden encontrar en una reinterpretación rítmica de los neumas con ligaduras utilizados desde mucho antes en la notación del canto gregoriano. En la notación modal, las ligaduras habían sido utilizadas para representar los patrones fijos de notas cortas y largas, agrupando notas de la misma forma que los pies métricos se utilizan para unir sílabas cortas y largas en la poesía latina.
La unidad rítmica más básica debía ser un grupo de una nota corta y una nota larga (breve-longa), como el yambo en poesía, que ocupan el tiempo débil del típico ritmo de 6/4 mencionado anteriormente. El resto de grupos de dos notas se clasificaron dependiendo de la desviación de este patrón básico. En terminología medieval, una ligadura de dos notas tenía «propiedad» (proprietas) solamente si su primera nota era corta; y tenía «perfección» (perfectio) solamente si su segunda nota era larga. (Nótese que este sentido de «perfección» no está relacionado con la cuestión de «perfecto» contra «imperfecto» en el sentido de duración triple contra doble de la nota larga según lo expuesto más arriba.)
1. En consecuencia, un par de notas cum proprietate et cum perfectione se podía escribir con la más básica de las formas de ligadura, que son heredadas del canto llano, a saber el clivis descendente y el podatus ascendente.
2. Si, excepcionalmente, la primera nota iba a ser largo (sine proprietate), esto se señalaba con el uso inverso de las plicas: deja fuera la plica del clivis descendente; se añade una plica al podatus ascendente.
3. Si, inversamente, la segunda nota iba a ser corta (sine perfectione), esto se señalaba con un cambio en las cabezas de las notas: se sustituye la sucesión descendente de cabezas cuadradas por un solo haz diagonal; se despliega la segunda nota de las ascendentes a la derecha.
4. Si ambas excepciones ocurren a la vez (sine proprietate et sine perfectione), por consiguiente ambas alteraciones gráficas eran combinadas.
5. Además de las secuencias de una longa y una breve, las ligaduras podían también contener un par de semibreves (pero nunca una sola). Estas ligaduras fueron llamados cum opposita proprietate y en consecuencia, marcadas por una plica que apunta hacia arriba a la izquierda del par de notas.

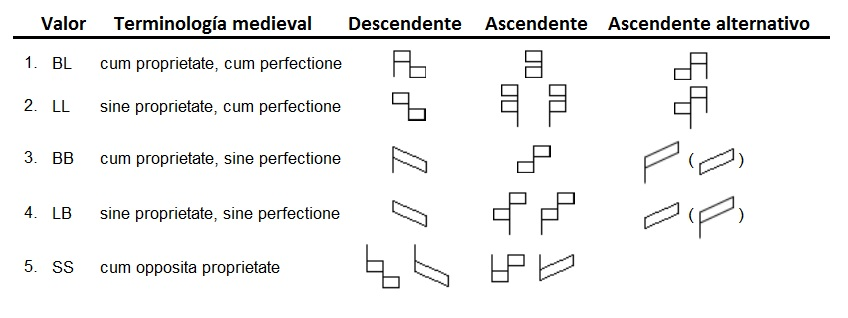

A lo largo del tiempo, se desarrollaron algunas versiones alternativas de las ligaduras ascendentes (última columna). 
Así, la forma del podatus básico ascendente fue sustituida por una donde la segunda nota fue doblada hacia fuera a la derecha y marcada con una plica adicional (como dos alteraciones que se anulan). El L-L ascendente (sine proprietate) fue modificado en consecuencia. Surgió cierta confusión por lo tanto sobre cómo escribir una libra o un B-B ascendente (sine perfectione). Este era, en definitiva, el único aspecto de la notación de ligaduras que fue polémico entre teóricos contemporáneos, con algunos autores prescribiendo un sistema de valores con dos formas de la ligadura y otros autores justo al revés.
Para las ligaduras de más de dos notas, se tienen las siguientes reglas:
- Cualquier cabeza de nota con una plica ascendente a su izquierda es la primera de un par de semibreves (cum opposita proprietate).
- Cualquier cabeza de nota intermedia con una plica hacia abajo a su derecha es una longa.
- Una cabeza de nota prolongada, el doble de ancha con una plica hacia abajo a su derecha es una maxima.
- Cualquier otra cabeza de nota no cubierta por alguna de las reglas antedichas es una breve.
- La duración «perfecta» o «imperfecta» de cada nota dentro de una ligadura es resuelta conforme a los mismos principios que para las notas independientes.

Hacia finales del siglo XV, las ligaduras más comunes con mucho eran aquellas cum opposita proprietate (S-S), no obstante todavía estaban todas en uso rutinario.

### Modos y signos mensurales
A diferencia del sistema original de Franco de Colonia, que fue adaptado hacia el patrón rítmico invariable de 6/4 (con longa intrínsecamente triple), composiciones posteriores del ars nova del siglo XIV en adelante podían exhibir una mayor variedad de patrones rítmicos básicos. Pueden ser definidas como diversas combinaciones de subdivisiones binarias («perfectas») y ternarias («imperfectas») en niveles jerárquicos sucesivos:
| Maximodus | perfectus                | imperfectus              |
|           | 1 maxima = 3 longae      | 1 maxima = 2 longae      |
| Modus     | perfectus                | imperfectus              |
|           | 1 longa = 3 breves       | 1 longa = 2 breves       |
| Tempus    | perfectum                | imperfectum              |
|           | 1 brevis = 3 semibreves  | 1 brevis = 2 semibreves  |
| Prolatio  | maior                    | minor                    |
|           | 1 semibrevis = 3 minimae | 1 semibrevis = 2 minimae |

El modus y el maximodus perfectos eran raros en la práctica. De importancia más práctica eran las subdivisiones de la breve hacia abajo (en aquel tiempo, las semibreves y no las breves habían asumido la función de unidad básica de medida). El tempus era la relación entre la breve y la semibreve. Por su parte, la prolatio, la relación entre la semibreve y la mínima. Las cuatro combinaciones posibles de tempus y de prolatio se podían señalar por una serie de signos mensurales al principio de una composición: un círculo para el tempus perfectum, un semicírculo para el tempus imperfectum, cada uno de ellos combinado con un punto para el prolatio maior o sin punto para el prolatio minor. Estos se corresponden con los compases modernos de 9/8, 3/4, 6/8, y 2/4 respectivamente.
| Signo | Nombre                            | Significado |
| ----- | --------------------------------- | --- |
|       | Tempus perfectum prolatio maior   | Un círculo con un punto en el interior significaba que una semibreve era igual a tres mínimas, dando lugar a un compás de tres tiempos con subdivisión ternaria, equivalente al actual 9/8.  |
|       | Tempus perfectum prolatio minor   | Un círculo significaba que una breve era igual a tres semibreves, dando lugar a un compás de tres tiempos con subdivisión binaria, equivalente al actual 3/4.                                |
|       | Tempus imperfectum prolatio maior | Medio círculo con un punto en el interior significaba que una semibreve era igual a dos mínimas, dando lugar a un compás de dos tiempos con subdivisión ternaria, equivalente al actual 6/8. |
|       | Tempus imperfectum prolatio minor | Medio círculo significaba que una breve era igual a dos semibreves, dando lugar a un compás de dos tiempos con subdivisión binaria, equivalente al actual 2/4.                               |

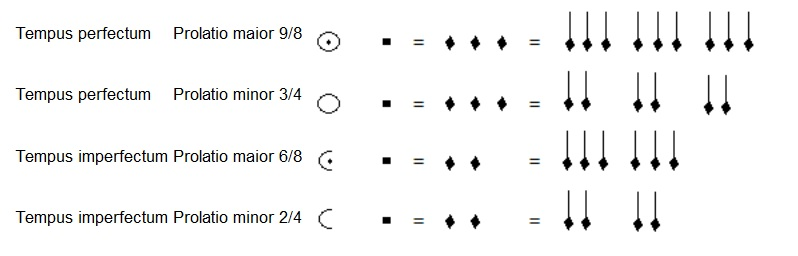

La referencia a la perfección en los términos perfectum e imperfectum se debe a la relación entre la música y la religión, consideraban que todo lo relacionado con el número tres representaba a la Santísima Trinidad. En la notación musical moderna se sigue manteniendo la C para representar el compás de 4/4, y hasta mediados del siglo XX se denominaba «compasillo».

### Proporciones y coloraciones

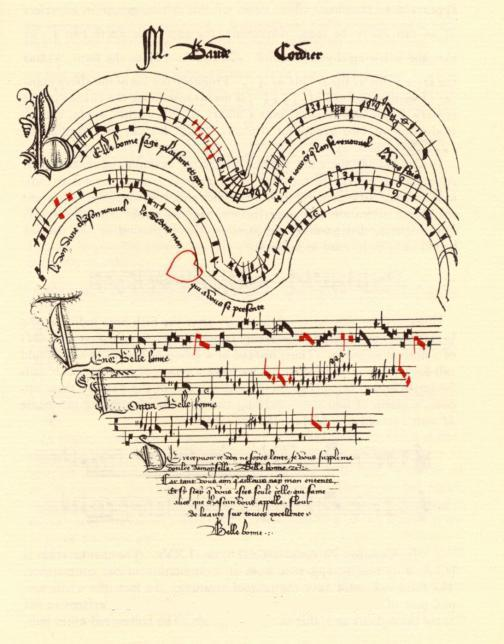
Una página en forma de corazón del manuscrito de Baude Cordier, que muestra una pieza rítmicamente compleja del Ars subtilior.

Una composición individual no se limitaba a una sola combinación de tempus y prolatio. Los ritmos podían variar a lo largo de una pieza, insertando un nuevo signo de medición o usando proporciones numéricas. Un «3» indica que todas las notas serán reducidas a un tercio de su valor; un «2» indica un tiempo doble; una fracción «3/2» indica que van tres del tiempo de dos, etc. La proporción «2» se podía expresar también con un trazo vertical a través del signo mensural (la raíz de la moderna indicación alla breve).
El uso de proporciones numéricas puede interactuar con el uso de diversas mediciones básicas de maneras bastante complejas. Esto ha llevado a cierta incertidumbre y controversia sobre la correcta interpretación de estos signos notacionales, en teoría contemporánea y en la teoría moderna.
Otra manera de alterar el valor métrico de las figuras era la coloración. Esto se refiere literalmente a la técnica de escribir una nota en un color distinto. En la notación negra (anterior), las notas coloreadas eran escritas en rojo. En la notación blanca (posterior), colorear implicaba un cambio entre las figuras huecos y las rellenas. Las notas coloreadas se entiende que tienen 2/3 de su duración normal, y son siempre imperfectas en cuanto a sus siguientes subdivisiones más pequeñas.
La coloración fue utilizada para anotar pasajes más cortos de ritmos ternarios o de hemiolia. La coloración de notas solas también se podía utilizar para anular las reglas de la perfección/imperfección. El uso de la notación roja prosperó en el periodo conocido como ars subtilior. Quizás el ejemplo más famoso es un manuscrito en forma de corazón de Baude Cordier, que utiliza la notación para que su efecto simbólico establezca una línea de la música toda en rojo dentro del corazón más grande.

## Notación de la altura
Las reglas de notación del ritmo en notación mensural eran en gran medida diferentes del sistema moderno, sin embargo la notación de la altura seguía en gran medida los mismos principios. Las notas eran escritas en pentagramas de cinco líneas (a veces de seis), en cuyo inicio aparecían las claves, y podían ser modificadas por alteraciones.

### Claves

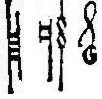
Ejemplos de claves con formas ornamentales del

La notación mensural utiliza generalmente claves de do y de fa en diversas líneas. Las claves de sol se utilizaban con poca frecuencia en este período y no empiezan a utilizarse de forma habitual hasta finales del siglo XVI. Las claves originalmente adoptaban formas que se asemejaban más o menos a la letra que representaban, pero con el paso de tiempo desarrollaron unas formas más ornamentales.

### Alteraciones ymusica ficta
Las alteraciones en la notación mensural parecen esencialmente idénticas a las de hoy. Incluyen sostenidos y bemoles, de los cuales los bemoles son algo más comunes. Las tonalidades aparecen a partir del siglo XIV, con un bemol (siempre si bemol) el más común, y dos bemoles (con la adición de mi bemol) siendo cada vez más comunes en las décadas siguientes; éstas son, de hecho, las únicas tonalidades con bemoles que aparecieron antes de mediados del siglo XVI. Mucho más raras son las tonalidades con sostenidos, que nunca se mueven más allá del fa y do sostenido. De vez en cuando, los bemoles aparecían sin la presencia de una clave; en estos casos, los bemoles sirven como clave fundamentalmente, puesto que como hemos visto, son siempre si y mi bemoles, respectivamente.
La diferencia más significativa entre la notación mensural y la moderna en el área de la altura es el uso de la musica ficta: mientras que algunas alteraciones fueron puestas por escrito, la mayoría de las alteraciones cromáticas habituales no se anotaban y era el ejecutante el que las incluida al interpretar la pieza.